# Dieselelektrische Räderfräse

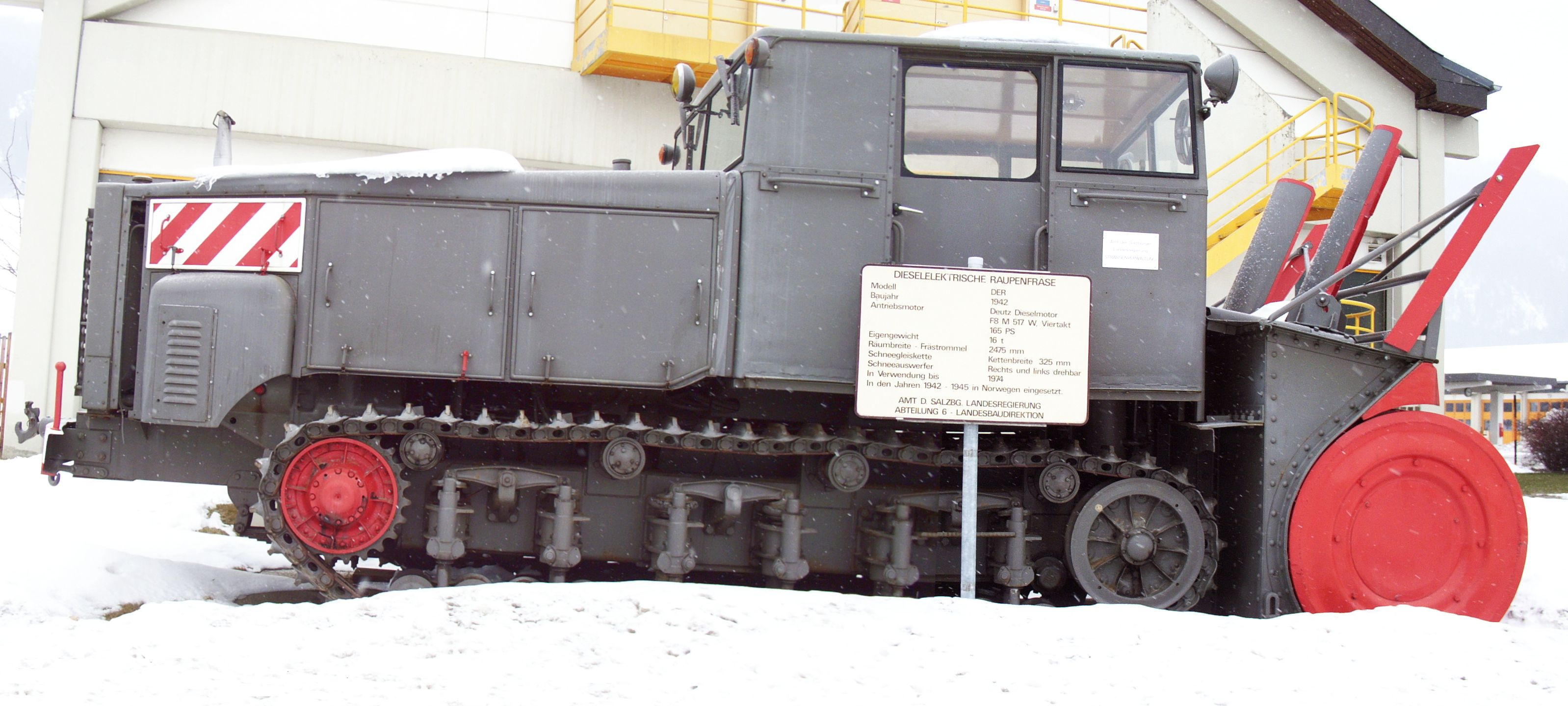
Dieselelektrische Raupenfräse

Die Dieselelektrische Räderfräse, auch kurz DEP genannt, war eine deutsche Schneeräummaschine für den Winterdienst, die erstmals im Jahr 1939 eingesetzt und dann bis 1944 kontinuierlich weiterentwickelt wurde.

## Ursprungsidee und Einsatzgebiet
Der Ursprung der ersten Schneeräumfräsen geht dabei auf die sogenannte „Peter-Fräsen“ zurück, deren Erfinder der Schweizer Peter Rocco war. Die von ihm hergestellten Schneefräsen wurden dann von deutschen Unternehmen weiterentwickelt. Der vorwiegende Einsatz der DEP erfolgte vor allem im Straßenwinterdienst der Reichsautobahnmeistereien, aber auch bei der kommunalen Schneeräumung von Reichs- und Landstraßen (Straßenmeistereien). Vom Winter 1941 an wurden sie punktuell auch im rückwärtigen Operationsgebiet der Ostfront eingesetzt.

Dieselelektrische Räderfräse (DEP) von 1940
Dieselelektrische Räderfräse (DEP) von 1941
Schematische Darstellung der DEP 1941 (Draufsicht)
Schematische Darstellung der DEP 1941 (Seitenansicht)

## Wirkungsweise und technische Daten
Die DEP hatte vier Antriebsräder mit Doppelreifen und wurde von einem Dieselmotor mit 121 kW (165 PS) Leistung angetrieben, der über ein Getriebe auf die Frästrommel wirkte. Der eigentliche Vortrieb erfolgte mit einer elektrischen Kraftübertragung. Die  Frästrommel maß in der Breite 2,50 m bei einem Durchmesser von 1,20 m. Ihre Maximaldrehzahl lag bei 280 Umdrehungen in der Minute. Damit konnte die DEP 41 Schneelagen bis zu 25 cm Höhe auffahren. Höhere Schneelagen wurden zunächst von Raupenfräsen auf die Arbeitshöhe der DEP reduziert. Im Gegensatz zu ihrer fast baugleichen benzinbetriebenen Baureihe hatte die Dieselvariante jedoch eine Verbesserung erhalten. So waren die Auswurfkamine für die Schneemassen jetzt nicht mehr senkrecht verbaut worden, sondern stattdessen gekrümmt und auch länger gehalten. Die DEP hatte ein Eigengewicht von etwa 13 Tonnen und erreichte auf der Straße eine Marschgeschwindigkeit von ca. 20 km/h, im Gelände war sie geringer.

## Unterart „DER“
Die Dieselelektrische Raupenfräse, kurz DER, war eine Unterbauart der DEP, jedoch im Unterschied zu dieser mit einem Raupenantrieb versehen. So konnte die DER somit auch auf den Schnee „aufsteigen“, wogegen die Räderfräse auf festem Boden bleiben musste. Ansonsten besaß sie die gleiche Leistung und Modifikation wie die DEP.

Schematische Darstellung der Raupenfräse DER